# Caenolestes convelatus
Caenolestes convelatus e вид дребен бозайник от семейство Ценолестесови (Caenolestidae). Разпространен е във високопланинските области в северната част на Андите, на територията на Еквадор и Колумбия. Този вид е разпространен на територия по-малка от 20 000 km² в две основни местообитания. Първото се намира в Западна Колумбия, а второто е в централната част на Северен Еквадор. И двете територии са фрагментирани в резултат на обезлесяване. В Колумбия обитават ареал, намиращ се между 1800 и 3800 m н.в., а в Еквадор той е между 1100 и 2980 m н.в.